# Way With Words
«Way With Words» es el primer single del grupo mixto de origen surcoreano KARD. Fue lanzado el 26 de agosto de 2020 por DSP Media y fue distribuido por la compañía Kakao M. El sencillo contiene 3 nuevas canciones, siendo el tema principal "GUNSHOT" en compañía de los B-sides "Ah Ee Yah" y "Hold On".

## Antecedentes y Lanzamiento
El 17 de agosto de 2020, a la medianoche K.S.T., se lanzó un teaser para el próximo lanzamiento del grupo. El póster que fue publicado resaltaba los colores blanco y negro, expresando a un corazón roto. Posteriormente, DSP Media confirmó que este nuevo trabajo sería el primer single del grupo, el cual sería lanzado el 26 de agosto bajo el nombre de "Way With Words".
El 18 de agosto, se lanzaron imágenes teaser de BM y J.Seph, y un día después, las imágenes de Somin y Jiwoo fueron publicadas a través de las cuentas oficiales de redes sociales del grupo. También se reveló que el álbum constaría de tres canciones, señalando además que el miembro BM contribuyó a la letra y producción de todas las canciones, mientras que J.Seph aportó en la letra de los temas.
La canción principal "GUNSHOT" fue presentada por primera vez en el concierto en línea del grupo 'WILD KARD - SEOUL' el 22 de agosto.
Finalmente, el álbum se lanzó el 26 de agosto de 2020 a través de varios portales de música, incluidos MelOn y Apple Music.

## Video Musical
El 24 y 25 de agosto, se revelaron unos cuantos videos teasers relacionados con la coreografía y la producción del video musical para el tema principal "GUNSHOT", el cual sería lanzado un día después. En el video, el sonido fuerte y potente de la canción se suma al encanto de los miembros dando un gran resultado. En particular, los cortes sensacionales que se utilizan para simbolizar un disparo así como la poderosa actuación de KARD fueron destacados.

## Lista de Canciones
| N.º  | Título               | Música                             | Escritor(es)                 | Arreglo                  | Duración |  |
| 1.   | «Ah Ee Yah» (ㅏㅣㅑ) | BM · Kyuwon 'Q' Kim                | BM · Kyuwon 'Q' Kim · J.Seph | Wiidope (617 Music) · BM | 3:20     |  |
| 2.   | «Gunshot»            | BM · Kyuwon 'Q' Kim                | BM · J.Seph                  | Wiidope (617 Music) · BM | 3:01     |  |
| 3.   | «Hold On»            | Hayley Aitken · Olof Lindskog · 72 | BM · J.Seph                  | Ollipop                  | 3:21     |  |
| 9:42 |                      |                                    |                              |                          |          |  |